# Adobe Reader
Adobe Reader (antigamente Adobe Acrobat Reader) é um software que permite que o usuário do computador visualize, navegue e imprima arquivos no formato PDF. Este tipo de arquivo é muito comum em documentações gerais (manuais de instrução, apostilas, eBooks). Por ser multiplataforma, está disponível para diversos sistemas operacionais.

## História
Outrora chamado Adobe Acrobat Reader, com o lançamento da versão (6.0) a Adobe Systems unificou o Acrobat eBook Reader e o Acrobat Reader em um só aplicativo. Portanto, não é mais necessário o uso de um programa a parte para desfrutar dos livros. Todos os recursos para uma leitura presentes no antigo Acrobat eBook Reader estão disponíveis no Adobe Reader.
Embora muito útil, tem sido constantemente criticado por todos por exigir muito do computador mesmo sendo tão simples, perdendo espaço para outros leitores PDF.

## Características
A nova versão do Reader X possui as principais características:
- Visualize e comente em qualquer documento PDF com mais segurança;
- Interaja com formulários e rich media;
- Acesse facilmente documentos no formato PDF;
- Acesso aos arquivos PDF em movimento;
- Gerencie os lançamentos e os padrões de software.
- Baixe o aplicativo do Adobe Reader no celular, pelo Google Play.

## Versões do Adobe Reader
Abaixo é possível conferir as mudanças e melhorias que ocorreram no programa desde seu primeiro lançamento até a atual versão disponível para download.
| Versão antiga | Versão atual | Versão futura |

| Versão 1.0 | Versão 1.0  | Versão 1.0          | Versão 1.0 |
| Versão     | Atualização | Data de lançamento  | Mudanças significativas |
| ---------- | ----------- | ------------------- | --- |
| 1.0        | *           | 15 de Junho de 1993 | Acrobat 1.0 foi originalmente lançado em 15 junho de 1993 para Macintosh, mais tarde para o DOS e Windows 3.1. Esta versão não estava disponível em cópias simples e não foi inicialmente gratuito, com o Acrobat Reader originalmente custava US$ 50 por usuário. Depois de um tempo o IRS adquiriu um direito de distribuir o Reader 1.0, efetivamente tornando-o parecer livre para aqueles que tenham obtido o software dessa maneira: - A versão PDF 1.0 com suporte. - Acrobat Exchange 1.0 (incluída PDFWriter driver da impressora e aplicação Acrobat Exchange). - Acrobat Distiller 1.0. Criado em um PDF de PostScript (nenhum driver de impressora, nesta fase). |

| Versão 2.x | Versão 2.x  | Versão 2.x         | Versão 2.x |
| Versão     | Atualização | Data de lançamento | Mudanças significativas |
| ---------- | ----------- | ------------------ | --- |
| 2.x        | 2.0         | Setembro de 1994   | Acrobat 2.0 para Windows e Macintosh foi lançado em setembro de 1994 e contava com as seguintes melhorias: - A versão PDF 1.1 (e anteriores) suportada. - Acrobat Exchange 2.0 (pacote de 1.0). - Acrobat 2.0 Professional, que inclui o conteúdo do Acrobat Exchange, o Distiller plus. |
| 2.x        | 2.1         |                    | - Atualização para a versão 2.1; - Catálogo Acrobat foi introduzida, usando Verity, Inc. tecnologia para criar índices de busca para arquivos PDF. Buscando necessária uma versão especial do Acrobat Reader ou Acrobat Exchange.                                                        |

| Versão 3.0 | Versão 3.0  | Versão 3.0         | Versão 3.0 |
| Versão     | Atualização | Data de lançamento | Mudanças significativas |
| ---------- | ----------- | ------------------ | --- |
| 3.0        | 3.0 > 3.02  | Novembro de 1996   | Acrobat 3.0 foi lançado em novembro de 1996. O primeiro a exibir arquivos PDF no navegador, e um dos primeiros a apoiar o preenchimento de formulários: - PDF versão 1.2 (e anteriores) suportada. - Um leitor livre para permitir a pesquisa foi disponibilizada, mas não fazia parte do padrão de download. - Acrobat 3.0: Substituto do Acrobat Professional 2.1. Incluído Acrobat Catalog, e um driver de impressora Distiller. - Recebeu as seguintes atualizações 3.01 e 3.02 com introdução prorrogada de formas de capacidades e JavaScript. - Primeira versão com suporte para Windows 95 e superiores. Última versão com suporte para Windows 3.1. |

| Versão 4.0 | Versão 4.0  | Versão 4.0         | Versão 4.0 |
| Versão     | Atualização | Data de lançamento | Mudanças significativas |
| ---------- | ----------- | ------------------ | --- |
| 4.0        | 4.0 > 4.05  | Abril de 1999      | Acrobat 4.0 foi lançado Abril de 1999 com as seguintes melhorias: - PDF versão 1.3 (e anteriores) suportada. Adicionado suporte para PKI e assinaturas digitais por meio de plug-ins. - Acrobat 4.0. - Recebeu atualização para a v4.05. - Distiller Server Introduzido 4.0, identifica à Distiller regular, mas com uma licença multi-usuário (Windows, Linux, Solaris). - Acrobat Business Tools 4.0: Uma versão limitada do Acrobat. |

| Versão 5.x | Versão 5.x  | Versão 5.x         | Versão 5.x |
| Versão     | Atualização | Data de lançamento | Mudanças significativas |
| ---------- | ----------- | ------------------ | --- |
| 5.x        | 5.0 > 5.1   | Maio de 2001       | Acrobat 5.0 foi lançado em maio de 2001 contando com as seguintes melhorias. - PDF versão 1.4 (e anteriores) suportada. - Acrobat 5.0. PDFWriter removido aplicação Macintosh. - Atualizações para a v5.0.5. Acrobat 5.0.5 foi o primeiro a ser capaz de rodar nativo no Mac OS X, mas também funcionou em Mac OS 9. - Distiller Server 5.0. - Aprovação Acrobat 5.0: uma versão limitada do Acrobat, vendidos principalmente a pessoas que queriam assinar digitalmente ou salvar preencher formulários. - Acrobat Reader 5.1: apoiou o Adobe LiveCycle Reader Extensions (por exemplo, formas de poupança) (que foi, então, com um nome diferente). - A última versão com suporte ao Windows 95. |

| Versão 6.0 | Versão 6.0  | Versão 6.0         | Versão 6.0 |
| Versão     | Atualização | Data de lançamento | Mudanças significativas |
| ---------- | ----------- | ------------------ | --- |
| 6.0        | 6.0 > 6.0.6 | Julho de 2003      | Acrobat 6.0 foi lançada em julho de 2003. Não foi lançada esta versão para Linux ou Unix: - A versão PDF 1.5 (e anteriores) suportada. Adicionado suporte para PKI via Microsoft Windows CryptoAPI sem plug-in. - Acrobat Professional 6.0: substituto para o Acrobat 5.0, com novas funcionalidades. driver de impressora Adobe PDF Distiller renomeado. PDFWriter ido agora para o bem. Nova versão do catálogo integrado e não é compatível com produtos anteriores para pesquisa. - Acrobat Standard 6.0: versão limitada do Acrobat Professional, incluindo Distiller mas faltam recursos, incluindo catálogo, design de formulários pré-apoio. - Recebeu as seguintes atualizações 6.0.1, 6.0.2, 6.0.3, 6.0.4, 6.0.5 e 6.0.6 - Fim de suporte para Windows 95 e Windows 98 Primeira Edição. Acrobat Standard era para Windows 98 Second Edition, Me, NT 4.0 SP6, 2000 SP2 e XP. A versão profissional retirou o suporte para Windows 98 SE e ME. Versão 6.0 também retirou o suporte para Mac OS 9 e anteriores. Foi a primeira versão para Mac OS X. - Adobe Reader 6.0: renomeada a partir do Acrobat Reader. - Adobe Distiller 6.0. - Acrobat Elements 6.0: PDF criação única, voltada para o mercado corporativo (mínimo de 1.000 licenças, apenas para Windows) - Acrobat Elements Server 6.0: versão cliente / servidor do Acrobat Elements - Tecnologia para "Leitor de habilitação", permitindo Reader para salvar, assinar ou fazer anotações em arquivos PDF se o licenciado tivesse habilitado os arquivos. |

| Versão 7.x | Versão 7.x  | Versão 7.x         | Versão 7.x |
| Versão     | Atualização | Data de lançamento | Mudanças significativas |
| ---------- | ----------- | ------------------ | --- |
| 7.x        | 7.0 > 7.1.4 | Janeiro de 2005    | Adobe Acrobat 7.0 foi lançado em janeiro de 2005: - PDF versão 1.6 (e anteriores) suportada. Adicionado suporte para o Adobe Política de gestão de direitos do servidor. - Recebeu as seguintes atualizações 7.0.1, 7.0.2, 7.0.3, 7.0.5, 7.0.7, 7.0.8, 7.0.9, 7.1.0, 7.1.1, 7.1.2, 7.1.3 e 7.1.4 . - Apoio caiu para o Windows 98 Second Edition e Windows ME. - Acrobat Professional 7.0: agora incluído Adobe LiveCycle Designer 7.0 (apenas para Windows) para XML de design de formulário (diferentes e incompatíveis com o apoio de formulário anterior)-capacidade de inserir informações sobre o objeto 3D a partir do formato U3D Universal 3D. . Primeira versão para incluir controversa obrigatória de ativação de produto. - Acrobat 7.0 Standard - Acrobat Elements 7.0 (agora um mínimo de 100 licenças) - Acrobat 3D (somente para Windows): incluído todas as funcionalidades do Acrobat Professional 7.0, bem como suporte atualizados para 3D embutido, ferramentas para a captura de conteúdo 3D a partir de aplicativos OpenGL, eo Adobe Acrobat 3D Toolkit para converter documentos PDF CAD para objetos. Também está incluída uma versão da ferramenta de captura para a instalação em Unix. - Windows NT 4.0 SP6, 2000 SP2, Windows XP, Mac OS X só para o Acrobat. Embora o Linux, Solaris (SPARC apenas), HP-UX e AIX versões do Adobe Reader já foram liberados. - Outros produtos LiveCycle incluem LiveCycle Barcoded Forms, LiveCycle Document Security, LiveCycle Reader Extensions (anteriormente para as Extensões de Servidor de Documentos Reader e outros nomes), LiveCycle Forms (anteriormente Form Server), LiveCycle Form Manager, LiveCycle Policy Server eo LiveCycle Workflow. Algumas delas são soluções de servidores destinados à grandes empresas. Só LiveCycle Designer é fornecido com o Acrobat Professional. |

| Versão 8.x | Versão 8.x  | Versão 8.x              | Versão 8.x |
| Versão     | Atualização | Data de lançamento      | Mudanças significativas |
| ---------- | ----------- | ----------------------- | --- |
| 8.x        | 8.0         | Novembro de 2006        | Adobe Acrobat 8.0 foi lançado novembro 2006: - PDF versão 1.7 (e anteriores) suportada. - Acrobat 8 elementos (foi retirado antes de seu lançamento previsto para meados de 2007) [ - Acrobat 8 Standard (apenas para Windows, Macintosh versão não produzidos) - Acrobat 8 Professional - Acrobat 3D Versão 8 (lançado em 31 de maio). Capacidade de produzir embutidos RPC de dados: formato altamente comprimido para a geometria e gráficos (requer Reader 8.1 para visualizar). Captura de ferramentas 3D (Windows e Unix) para a captura de conteúdo 3D a partir de aplicativos OpenGL. Product Manufacturing Information, com suporte para diversos formatos CAD. - Acrobat Connect (novo na família Acrobat, ex-Macromedia Breeze): online salas de reunião pessoais para colaborar em tempo real para até 15 participantes. - Acrobat Connect Professional (novo na família Acrobat, ex-Macromedia Breeze): escalável, web conferência interativa e várias salas de reunião pessoais para todos na empresa. - Versões do Mac OS X rodam apenas em Mac OS X 10.4 ou superior. |
| 8.x        | 8.1         | Junho de 2007           | Esta versão de atualização 8.1 para o Acrobat 8 Professional e do Adobe Reader 8 foi lançado para apoiar a Microsoft Office 2007, Windows Vista, e 64-bit sistemas operacionais Windows. |
| 8.x        | 8.1.1       | Setembro de 2007        | Lançamento do Reader 8.1.1 para usuários Linux e Solaris (SPARC). |
| 8.x        | 8.2         | 12 de janeiro de 2010   | A versão 8.2 foi lançada em 12 de janeiro de 2010. |
| 8.x        | 8.2.1       | 16 de fevereiro de 2010 | A versão 8.2.1 foi lançado em 16 de fevereiro, 2010. |
| 8.x        | 8.2.2       | 13 de abril de 2010     | A versão 8.2.2 foi lançado em 13 de abril, 2010. |
| 8.x        | 8.2.3       | 29 de junho de 2010     | A versão 8.2.3 foi lançado em 29 de junho de 2010. Fixou várias vulnerabilidades de segurança críticas. |
| 8.x        | 8.2.4       | 19 de agosto de 2010    | A versão 8.2.4 foi lançado em 19 de agosto de 2010. |
| 8.x        | 8.2.5       | 5 de outubro de 2010    | A versão 8.2.5 foi lançado em 05 de outubro de 2010. |
| 8.x        | 8.2.6       | 8 de fevereiro de 2011  | A versão 8.2.6 foi lançado em 08 de fevereiro de 2011. Abordou várias correções de segurança, bem como melhorias no navegador e carteira de performances em Flash e patching em ambientes corporativos. |
| 8.x        | 8.3         | 14 de junho de 2011     | A versão 8.3 foi lançado em 14 de junho de 2011. Oferece segurança e correções de bugs, bem como melhorias de recursos como integração com o navegador de colaboração e suporte e as formas de fluxos de trabalho de assinatura, etc. |
| 8.x        | 8.3.1       | 13 de setembro de 2011  | aprimoramentos de segurança, melhorias de estabilidade e correções de bugs. |

| Versão 9.x | Versão 9.x  | Versão 9.x              | Versão 9.x |
| Versão     | Atualização | Data de lançamento      | Mudanças significativas |
| ---------- | ----------- | ----------------------- | --- |
| 9.x        | 9.0         | Julho de 2008           | Adobe Acrobat 9.0 foi lançado em julho de 2008: - PDF versão 1.7 (e anteriores) suportada. Há extensões Adobe PDF 1.7 para o Acrobat 9. - Família de produtos inclui: Acrobat 9 Standard (Windows somente), o Acrobat 9 Pro, Acrobat 9 Pro Extended (somente para Windows). - Pro Extended Version inclui Adobe Presenter e as características do Acrobat 3D. - A capacidade de criar acroforms foi restaurado para o Acrobat Standard nesta versão (em versões de 6 a 8, Acrobat Professional foi necessário). - Permitir a colaboração em tempo real de PDFs com exibições sincronizadas de documentos e conversar. - Melhor Web Capture para captura de páginas da Web inteira ou apenas algumas partes em PDF. - Integração com acrobat.com para permitir o armazenamento e compartilhamento de arquivos PDF. - Personalize um portfólio PDF com modelos personalizáveis para navegação e branding. - Comparar e realçar as diferenças entre duas versões de um documento PDF. - Insira FLV (Flash) ou H.264 de vídeo para reprodução direta no Acrobat e no Adobe Reader. - Converta uma variedade de formatos de vídeo para FLV para reprodução em PDF. - Criar mapas em PDF, importação de arquivos geoespaciais que retenham metadados e coordenadas. - PDFs OCR (captura de papel), utilizando ClearScan. A tecnologia Adobe ClearScan cria fontes personalizadas CID-Type1 para combinar com o aspecto visual de um documento digitalizado após o reconhecimento óptico de caracteres (OCR). ClearScan não substitui as fontes com as fontes do sistema ou substituí-los por Type1-MM (como no Acrobat 8 e versões anteriores), mas usa essas fontes recém-criado personalizado. As fontes personalizadas são incorporadas no arquivo PDF (isto é obviamente obrigatório). Se o OCR não reconhece uma palavra com confiança o suficiente, então a imagem (bitmap) da palavra é mostrada no PDF eo texto está colocado acima, mas escondido (mesmo que o que é feito na "imagem pesquisável" mode). - Adobe Reader 9 gotas de apoio para as Extensões de Adobe Reader 5 e 6, que permitem o software Adobe Reader cliente para salvar as alterações de formulários preenchidos em PDFs. Extensões Adobe Reader 6.1 e mais recente ainda são suportados. Legacy PDFs ainda estarão visíveis, porém será aberta com o aviso "Este documento permite que recursos leitor que já não estão habilitados nesta versão do Reader". - Support for MDI mode was disabled; Acrobat 9 only supports SDI. |
| 9.x        | 9.1         | 10 de Março de 2009     | Aborda uma série de problemas de fluxo de trabalho do cliente e uma vulnerabilidade de segurança crítica, proporcionando mais estabilidade. |
| 9.x        | 9.1.1       | 12 de Maio de 2009      | Corrige duas vulnerabilidades críticas de segurança. |
| 9.x        | 9.1.2       | 9 de Junho de 2009      | Aborda uma série de vulnerabilidades de segurança críticas. |
| 9.x        | 9.1.3       | 31 de Julho de 2009     | Aborda uma série de vulnerabilidades de segurança críticas. |
| 9.x        | 9.2         | 14 de Outubro de 2009   | Adicionado suporte para plataformas de x86/x64, Windows 7 e diversas correções de segurança). |
| 9.x        | 9.3         | 12 de Janeiro de 2010   | Aborda uma série de vulnerabilidades de segurança críticas. |
| 9.x        | 9.3.1       | 16 de Fevereiro de 2010 | Corrige duas vulnerabilidades críticas de segurança. |
| 9.x        | 9.3.2       | 13 de Abril de 2010     | Aborda várias vulnerabilidades de segurança críticas. |
| 9.x        | 9.3.3       | 29 de Junho de 2010     | Aborda várias vulnerabilidades de segurança críticas. |
| 9.x        | 9.3.4       | 19 de Agosto de 2010    | Aborda várias vulnerabilidades de segurança críticas. |
| 9.x        | 9.4         | 5 de Outubro de 2010    | Aborda várias vulnerabilidades de segurança críticas. |
| 9.x        | 9.4.1       | 16 de Novembro de 2010  | Aborda várias vulnerabilidades de segurança críticas. |
| 9.x        | 9.4.2       | 8 de Fevereiro de 2011  | Aborda várias correções de segurança, bem como melhorias no navegador e performances em Flash e patching em ambientes corporativos. |
| 9.x        | 9.4.3       | 21 de Março de 2011     | Aborda várias vulnerabilidades de segurança críticas. |
| 9.x        | 9.4.4       | 21 de Março de 2011     | Corrige uma vulnerabilidade e fornece uma actualização do Flash Player. |
| 9.x        | 9.4.5       | 14 de Junho de 2011     | Oferece segurança e correções de bugs, bem como melhorias de recursos como integração com o navegador de colaboração e suporte e as formas de fluxos de trabalho de assinatura, etc. |
| 9.x        | 9.4.6       | 13 de Setembro de 2011  | aprimoramentos de segurança, melhorias de estabilidade e correções de bugs. |

| Versão X (10.x) | Versão X (10.x) | Versão X (10.x)        | Versão X (10.x) |
| Versão          | Atualização     | Data de lançamento     | Mudanças significativas |
| --------------- | --------------- | ---------------------- | --- |
| X (10.x)        | X (10.0.0)      | 16 de Novembro de 2010 | Adobe Acrobat X lançado em 16 de novembro de 2010. Esta versão traz o fim de suporte para Windows 2000, proteção sandboxing para o Windows XP/Vista/7 e modo protegido. |
| X (10.x)        | X (10.0.1)      | 8 de Fevereiro de 2011 | Várias correções de segurança, como melhorias para o modo protegido, suporte QTP, Flash e suporte para SCCM através de catálogos recém-lançado SCUP.                    |
| X (10.x)        | X (10.1.0)      | 14 de Junho de 2011    | Correções de segurança, atualizações de recursos e aperfeiçoamentos importantes, tais como Protected View.                                                              |
| X (10.x)        | X (10.1.1)      | 13 de Setembro de 2011 | Aprimoramentos de segurança, melhorias de estabilidade e correções de bugs.                                                                                             |

## Especificações técnicas
- Windows:
  - Processador Intel® 1.3 GHz ou superior;
  - Microsoft® Windows® XP (Home, Professional, ou Tablet PC Edition com Service Pack 3 de 32-bit ou Service Pack 2 para sistemas de 64-bit); Windows Server® 2003 (com Service Pack 2 para 64-bit); Windows Server® 2008 (32 bit e 64 bit); Windows Server 2008 R2 (32 bit e 64 bit); Windows Vista® (Home Basic, Home Premium, Business, Ultimate ou Enterprise com Service Pack 2 de 32-bit ou 64-bit); Microsoft Windows 7 (Starter, Home Premium, Professional, Ultimate ou Enterprise de 32-bit ou 64-bit);
  - 256 MB de RAM (512 MB recomendados);
  - 260 MB de espaço disponível no disco rígido;
  - Resolução de tela de 1.024 x 576;
  - Microsoft Internet Explorer 7 ou superior; Mozilla Firefox 3.5 ou superior;
  - Placa de aceleração gráfica (recurso opcional).

Observação: A atualização KB930627 é exigida para o Windows XP (SP2 de 64-Bit) e para o Windows Server 2003 (SP2 de 64-bit).
- OS X:
  - Processador Intel;
  - Mac OS X v10.5.8 ou superior;
  - 512 MB de RAM (1 GB recomendados);
  - 415 MB de espaço disponível no disco rígido;
  - Resolução de tela de 800x600 (1.024x768 recomendados);
  - Apple Safari 4 ou superior.